# Władimir Putiatow
Władimir Nikołajewicz Putiatow (ros. Владимир Николаевич Путятов, ur. 24 lub 26 grudnia 1945) – radziecki siatkarz, medalista igrzysk olimpijskich.

## Życiorys
Putiatow był w składzie reprezentacji Związku Radzieckiego, która zajęła 6. miejsce podczas mistrzostw świata 1970 w Bułgarii. Wystąpił na igrzyskach olimpijskich 1972 w Monachium. Zagrał w czterech z pięciu meczów fazy grupowej, meczu półfinałowym oraz wygranym pojedynku o trzecie miejsce z Bułgarią. W reprezentacji grał w latach 1970–1972.
Do 1968 Putiatow występował w kijowskim klubie SKA. Następnie, do 1973 był zawodnikiem CSKA Moskwa, z którym dziewięciokrotnie zdobywał mistrzostwo ZSRR w latach 1970–1978 oraz czterokrotnie triumfował w Pucharze Europy Mistrzów Klubowych – w 1973, 1974, 1975 i 1977. Karierę sportową zakończył w 1978.
W 1975 został wyróżniony tytułem Zasłużony Mistrz Sportu ZSRR. Jest absolwentem Moskiewskiej Państwowej Akademii Kultury Fizycznej. Mieszka w Moskwie. Pracuje jako nauczyciel na Wydziale Wychowania Fizycznego i Sportu Moskiewskiego Instytutu Lotnictwa.